# Emporio Armani Diamonds
Emporio Armani Diamonds è una fragranza creata nel 2007 dalla maison italiana Emporio Armani.
Il nome, scelto da Armani, vuole simboleggiare l'audacia, l'eleganza e la desiderabilità del profumo.

## Confezione
(Giorgio Armani)
Disegnato da Giorgio Armani stesso, il flacone, disponibile nelle versioni da 30,50 e 100 ml,  è di vetro trasparente, lavorato a raffigurare un diamante con taglio ovale, e al centro inciso il logo della maison; il tappo è un nebulizzatore rettangolare argentato. La scatola è bianca con la scritta argentata circondata da quattro brillantini.

## Edizioni
Nel 2008 vengono create due nuove fragranze Diamonds: "Emporio Armani Diamonds for Men" e "Emporio Armani Diamond Intense"
Il primo è la versione maschile della fragranza: creata da Jacques Cavallier e lanciata nell'agosto del 2008, è una fragranza frizzante e aromatica, dedicata a giovani uomini sicuri e decisi, contenuta in un flacone di vetro trasparente a base quadrata che si erge a formare un prisma sfaccettato sugli angoli, anche questo opera dello stilista Giorgio Armani, da 30,50 e 75 ml.
E.A. Diamond Intense è invece una edizione speciale, in cui vengono esaltate le note della rosa utilizzando l'assoluto di Rosa Bulgara, e della vaniglia bourbon. La confezione cambia solo nel colore del vetro, ora dorato, a rappresentare un diamante giallo, e della scatola, dorata tempestata di brillantini.

## Pubblicità

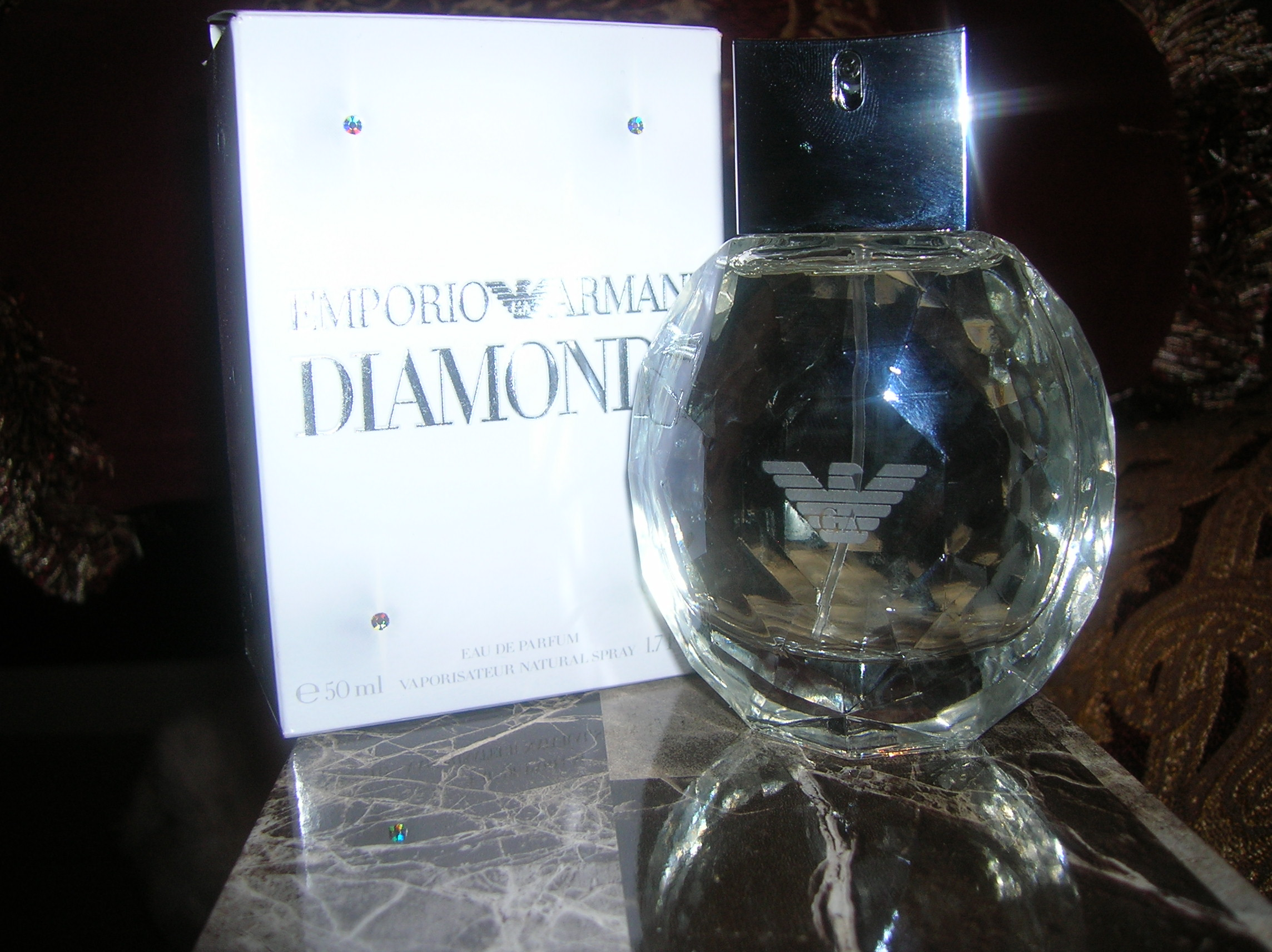
Emporio Armani Diamons.

La casa ha scelto per le fragranze femminili la cantante Beyoncé; nello spot diretto da Nick Gordon, la cantante statunitense reinterpreta il brano cantato da Marilyn Monroe nel film Gli uomini preferiscono le bionde Diamonds Are a Girl's Best Friend, ballando su un palco che ha per scenografia un gigantesco brillante. Il vestito ricamato con cristalli Swarovski che indossa nel filmato è stato creato appositamente per lei dallo stilista.
Il testimonial della versione maschile è invece l'attore americano Josh Hartnett; nello spot, diretto da David Slade, l'attore riceve una telefonata nel suo attico, si veste e correndo sulla sua spider, una Mercedes 190SL del 1963 mentre ascolta Slow Hand degli Interpol, la colonna sonora dello spot, si reca ad una festa esclusiva, dove viene assalito da bellissime fan e dai paparazzi. Nello spot si fa anche un accenno al filmato femminile: mentre Josh sintonizza la radio infatti, si sente un accenno del brano cantato da Beyoncé, ma il ragazzo con un sorriso beffardo lo sostituisce con il brano rock che fa da colonna sonora allo spot.
Come nella maggior parte degli spot della casa di moda milanese, anche quelli delle fragranze Diamonds sono girate in bianco e nero.